# Retkoulga
Retkoulga est une localité située dans le département de Bouroum de la province du Namentenga dans la région Centre-Nord au Burkina Faso.

## Géographie
Retkoulga se trouve à 5 km au nord-est de Bouroum, le chef-lieu du département, et à 50 km au nord de Tougouri. Le village est traversé par la route départementale 22 allant vers Bouroum puis Tougouri.

## Histoire
Le 28 février 2020, une attaque terroriste djihadiste fait d'importants dégâts matériels dans les boutiques et le marché de Retkoulga et provoque la mort de sept civils.

## Économie
Village bénéficiant d'une forte expansion depuis les années 2000, son économie repose en partie sur l'activité commerçante de son important marché qui est l'un des principaux du département. Des filons aurifères présents à l'ouest de Retkoulga ont également été exploités de manière artisanale.

## Éducation et santé
Retkoulga accueille depuis 2015 un centre de santé et de promotion sociale (CSPS) tandis que le centre médical (CM) de la province se trouve à Tougouri.
Le village possède deux écoles primaires publiques.